# Havana (filme)
Havana é um filme independente, do gênero drama romântico, de 1990, estrelado por Robert Redford, Lena Olin e Raúl Juliá, dirigido por Sydney Pollack e com música de Dave Grusin.

## Sinopse
24 de Dezembro de 1958. Jack Weil (Robert Redford), jogador de poker e facilitador de contrabando, dirige-se a Cuba para um lucrativo jogo de poker com altos apostadores estrangeiros. No barco entre Miami e Havana é abordado por Roberta Duran (Lena Olin) para ajudá-la a passar material militar norte-americano para os revolucionários que se agrupam nas colinas de Cuba. Weil sente-se imediatamente atraído por Roberta, e aceita, apesar de descobrir que esta é casada.
Passados alguns dias, Jack encontra Roberta e o seu marido Arturo (Raúl Juliá) num bar. Jack percebe que Arturo está envolvido na revolução, mas rejeita fazer parte de quaisquer planos, apesar de Arturo o abordar nesse sentido.
Nessa mesma noite, a polícia cubana faz uma série de rusgas. Jack lê num jornal que Arturo foi morto. Mais tarde, durante o jogo, o chefe da polícia secreta informa-lhe que Roberta foi presa e torturada. Aproveitando que um dos jogadores, um tenente da polícia, lhe está a dever uma soma considerável, negoceia a libertação de Roberta. Esta ainda está em choque com a sua passagem pela cadeia e com a morte do seu marido. Jack deixa-a ficar em sua casa, mas Roberta parte enquanto ele dorme.
Jack percebe que está apaixonado por Roberta, e vai ter com ela à casa de campo de Duran, convencendo-a a partir de Cuba com ele.
Quanto tudo está encaminhado, é agredido por dois homens, que lhe dizem que Arturo lhe exige que Roberta saia do país o quanto antes. Roberta nada sabe, e Jack não lhe revela que o marido está vivo, passando alguns dias românticos com ela no seu apartamento. No entanto, Jack acaba por negociar com a CIA e empenhar o diamante que leva embutido no braço desde os 20 anos para pagar a libertação de Arturo. Jack acaba por revelar tudo a Roberta, que se vai embora.
Com isto, acaba por falhar o jogo de poker que o levou a Cuba. O gerente do casino e seu amigo Joe Volpi (Alan Arkin) percebe que Jack quer salvar Roberta e perdoa-o.
Na noite da passagem de ano para 1959, os revolucionários vencem e os americanos fogem como podem. Jack e Joe percebem que está na altura de partirem. No dia seguinte, antes de Jack partir, Roberta despede-se dele, percebendo aquilo que ele fez para salvar Arturo, mas optando por ficar em Cuba.
Quatro anos mais tarde, em Florida Keys, Jack ainda pensa em Roberta, sonhando com o dia em que ela regresse, apesar de saber que já não chegam barcos de Cuba.

## Elenco
| Atores/Atrizes     | Personagens     |
| ------------------ | --------------- |
| Robert Redford     | Jack Weil       |
| Lena Olin          | Bobby Durán     |
| Alan Arkin         | Joe Volpí       |
| Tomás Milián       | Menocal         |
| Daniel Davis       | Marion Chigwell |
| Tony Plana         | Julio Ramos     |
| Betsy Brantley     | Diane           |
| Lise Cutter        | Patty           |
| Richard Farnsworth | o Professor     |
| Mark Rydell        | Meyer Lansky    |
| Vasek Simek        | Willy           |
| Fred Asparagus     | Baby Hernández  |
| Richard Portnow    | Mike MacClaney  |
| Dion Anderson      | Roy Forbes      |
| Carmine Caridi     | Capitão Potts   |

## Recepção
O filme acabou por ter um orçamento de produção de 40 milhões de dólares, gerando menos de 10 milhões em receitas de bilheteira, e foi considerado um fracasso. Os críticos consideraram que o enredo era um decalque de Casablanca, já que este também envolve um herói relutante se envolve romanticamente com a esposa de um líder revolucionário que é preso pela polícia política, numa época de convulsão política e social.
A banda sonora de Dave Grusin foi um dos poucos elementos aclamados do filme, e é considerada uma das suas melhores obras. Foi nomeada para os Globos de Ouro, para os Óscares e para os Grammys.